# Rimicola cabrilloi
Rimicola cabrilloi är en fiskart som beskrevs av Briggs 2002. Rimicola cabrilloi ingår i släktet Rimicola och familjen dubbelsugarfiskar. Inga underarter finns listade i Catalogue of Life.